# Every Little Thing
Every Little Thing és un grup de música pop japonès (J-Pop) que va treure el seu primer single, Feel My Heart, el 7 d'agost del 1996. Des d'aleshores, han llançat al mercat més de 25 singles.
El grup està format pel duo de la vocalista Kaori Mochida i el guitarrista Ichiro Ito. Anterior comptaven amb el compositor de cançons Mitsuru Igarashi, que deixà la banda l'any 2000.
Al contrari que la majoria de cantants de J-Pop, no prenen part en drames televisius, tot i que Kaori Mochida de vegades apareix en revistes de moda.
El seu últim single, Soraai, es va llançar el 25 de febrer del 2004. Les seves cançons s'han utilitzat en drames i anuncis, com ara "Hachimitsu Kinkan Nodoame", un anunci de caramels, on sonava la seva cançó Mataashita.

## Discografia

### CDs
- everlasting
- The Remixes
- Time to Distination
- The Remixes 2
- Every Best Single + 3
- eternity
- 4 Force
- SUPER EUROBEAT presents Every Little Thing
- Every Ballad Songs
- The Remixes III ~Mix Rice Plantation~
- Cyber TRANCE presents ELT TRANCE
- Every Best Single 2
- commonplace